# Liên hiệp các Hiệp hội Quốc tế
Liên hiệp các Hiệp hội Quốc tế, viết tắt là UIA (Union of International Associations) là một tổ chức phi chính phủ quốc tế hoạt động trong lĩnh vực kết nối các hiệp hội.
UIA được thành lập năm 1907 bởi Henri La Fontaine, người được giải thưởng Nobel Hòa bình năm 1913, và Paul Otlet, cha đẻ của những gì bây giờ được gọi là khoa học thông tin .
UIA được Liên Hợp Quốc uỷ quyền, có vị trí cố vấn cho ECOSOC, và là thành viên liên kết của UNESCO, thực hiện kết nối, thông tin tới các tổ chức xã hội toàn cầu, xuất bản, tổ chức các cuộc họp quốc tế, các vấn đề thế giới,... Chủ tịch UIA là Anne-Marie Boutin từ  Pháp